# Palingeniidae
Palingeniidae es una familia de insectos del orden de los efemerópteros. 
Por lo general estas son efímeras bastante grandes con más de cuatro venas transversales en sus alas. Los machos tienen pronotos cortos y anchos y las patas están bien desarrolladas en ambos sexos. Los cercos (colas) en las hembras son más cortas que el cuerpo. Las ninfas viven enterradas en el lodo en el fondo de grandes arroyos y ríos.

## Géneros
La familia posee por lo menos los siguientes seis géneros reconocidos:
- Anagenesia Eaton, 1883
- Chankagenesia Buldovsky, 1935
- Cheirogenesia Demoulin, 1952
- Mortogenesia Lestage, 1923
- Palingenia Burmeister, 1839
- Plethogenesia Ulmer, 1920